# Michel-Ange Slodtz
René-Michel Slodtz conegut com a Michel-Ange Slodtz, París, 27 de setembre de 1705 - París, 26 d'octubre de 1764 fou un escultor francès. Va desenvolupar la seva obra en l'estil Rococó, tant a Itàlia com a França. Va ser «Menus-Plaisirs» del rei de França.

## Dades biogràfiques
Germà de Paul Ambroise Slodtz i Sébastien Slodtz, igualment escultors, i considerat com el més dotat dels tres.
Va passar disset anys a Roma, on va rebre l'àlies de «Michel-Ange». Va realitzar nombrosos monuments funeraris i obres religioses influenciat pel Barroc.
A Roma va ser triat per realitzar l'estàtua de Sant Bruno (1744) per a un nínxol de la nau de la Basílica de Sant Pere del Vaticà. L'estàtua representa la negativa del sant a la mitra del bisbe i el poder que són oferts per un querubí, mentre que la seva mà dreta descansa sobre un crani, que li recordava  la seva mortalitat. La senzillesa dels vestits dels monjos i el cap rapat afegeixen el "gravites" clàssic al drama barroc. També va ser l'escultor de la tomba del marquès Capponi en Sant Giovanni dei Fiorentini. Altres obres seves poden veure's a les esglésies romanes de Sant Luis dels Francesos i Santa María della Scala .
Després del seu retorn a França el 1747, Slodtz, juntament amb els seus germans, Antoine-Sebastien i Paul, va produir moltes obres de decoració a les esglésies de París, i, encara que gran part ha estat destruïda, el seu assoliment més important va ser la tomba de Languet de Gergy a l'església de Saint-Sulpice (inaugurada el 1750) que encara existeix.
Amb el seu germà Sébastien, va treballar en les dècades de 1750-1760 en el cor d'estil Barroc de l'Església de Saint Merri a París.
Slodtz va ser, igual que els seus germans, membre de la Académie Royale de pintura i d'escultura. Molts detalls de la seva vida es conserven per Charles-Nicolas Cochin, en un llibre de memòries i també en una carta a la «Gaseta littéraire», que va ser reproduït per Castilhon en el Necrològica de 1766.
El pare de Slodtz, Sébastien Slodtz (1615-1726), va ser també escultor, nascut a Anvers, es va convertir en alumne de François Girardon i va treballar sobretot als palaus de Versalles i de les Teuleries. Les seves principals obres van ser Aníbal al Jardí de les Teuleries, una estàtua de Sant Ambrosi als Invàlids, i un baix relleu de Sant Lluís enviant missioners a l'Índia.

## Obres
Entre les obres millors i més conegudes de Michel-Ange Slodtz destaquen:
- Sant Bruno (1744), estàtua, Roma, basílica de Sant Pere[1]
- Mausoleu dels arquebisbes Armand de Montmorin i Henri Oswald de la Tour d'Auvergne en la catedral de Sant Maurici de Vienne (Isère), 1740-1747.
- Tomba de Jean-Joseph Languet de Gergy (1757), París, església de Saint-Sulpice
- Amb la col·laboració del seu germà Sébastien Slodtz, Gloria daurat envoltat de ángelotes (1758), París, église Saint-Merri
- Retrat de Ifigenia, bust, terracota, París, museu del Louvre : Saló de 1759[2]
- Retrat de Crises, bust, terracota, París, museu del Louvre[3]

Obres de Michel-Ange Slodtz
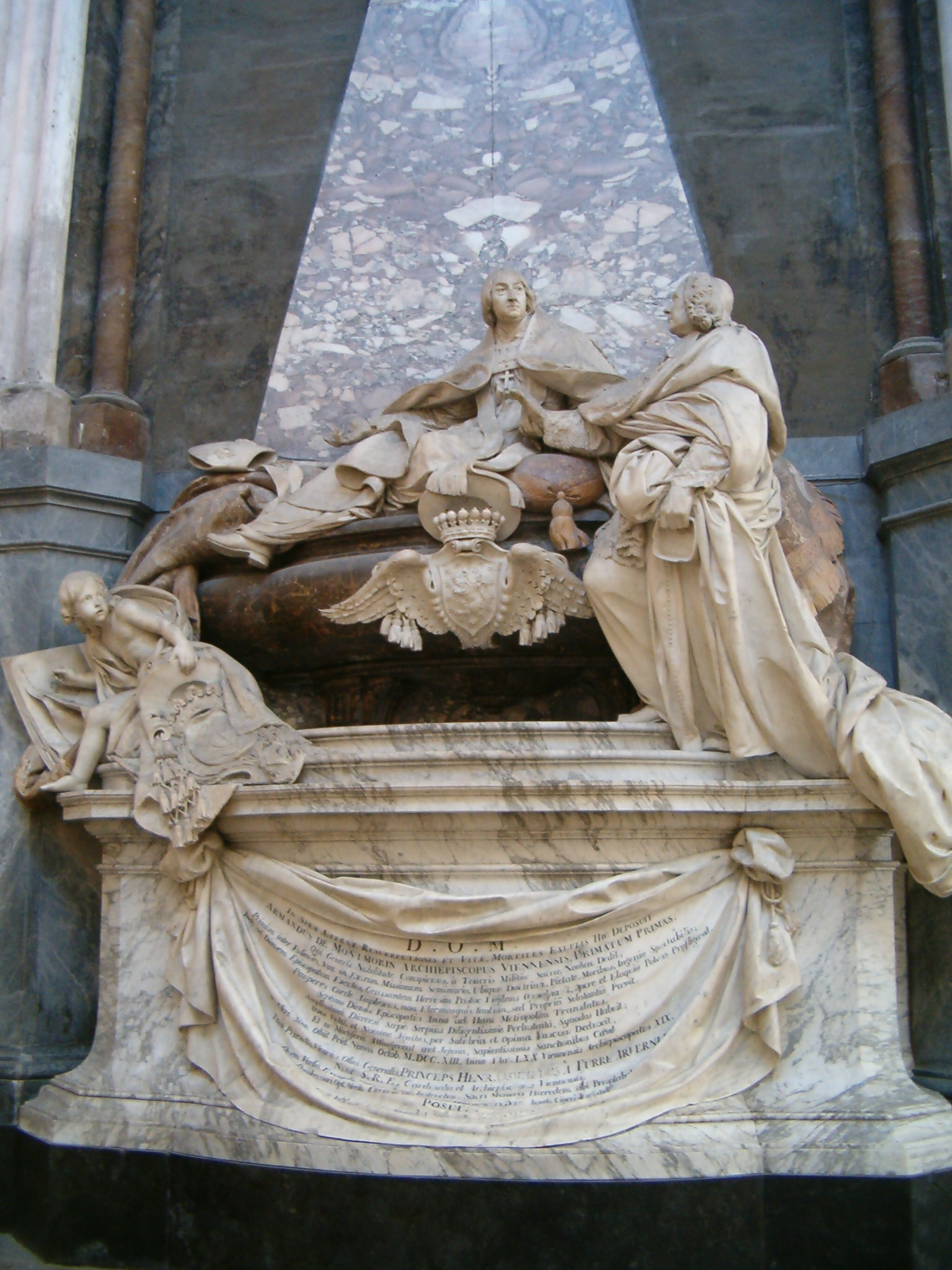
Mausoleu a la catedral de Sant Maurici de Vienne (1740-1747)
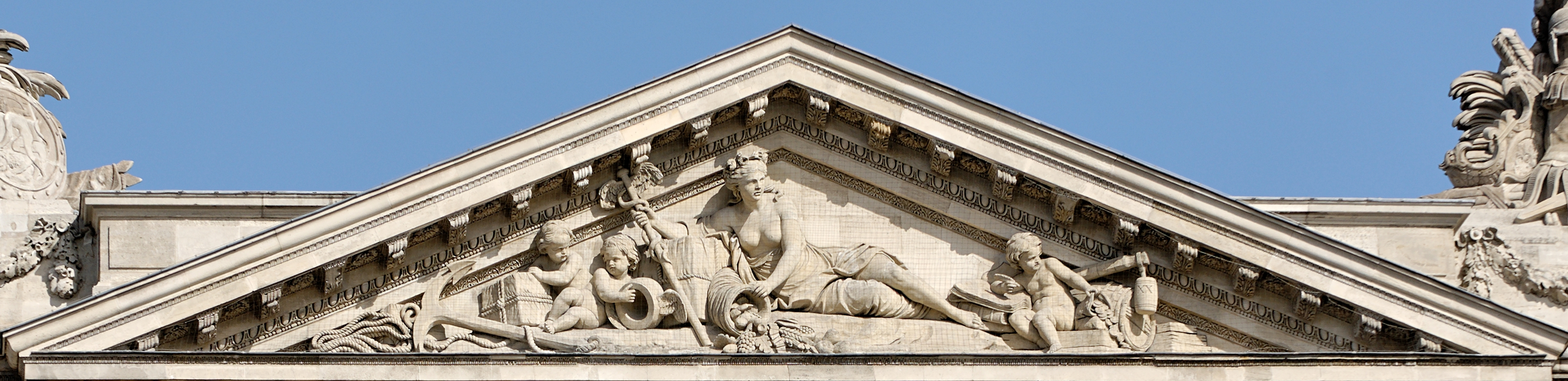
La Magnificencia, frontó a l'Hotel de la Marina, Plaça de la Concòrdia de París (obra conjunta amb Guillaume Coustou)
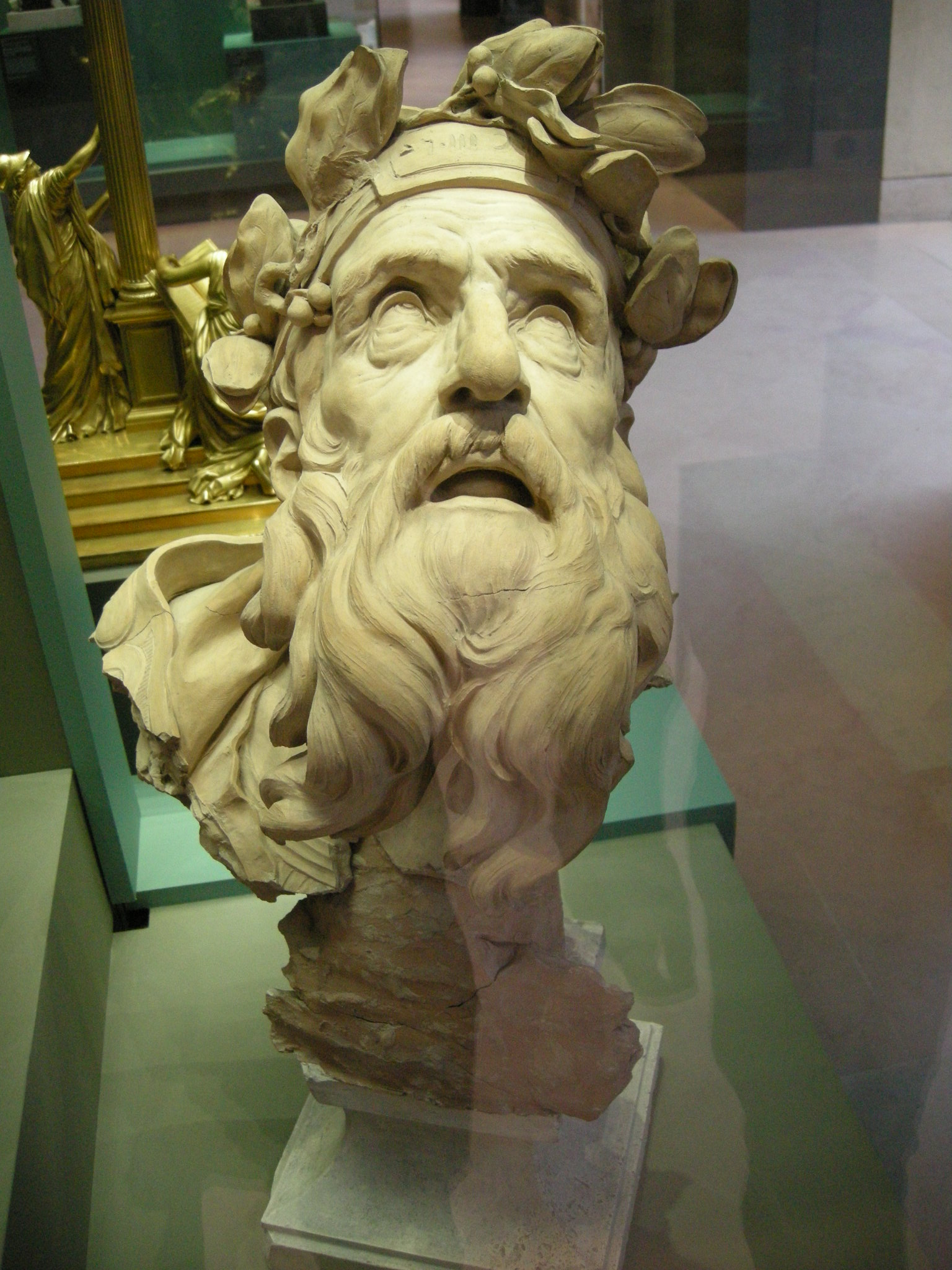
Retrat de Crises, museu del Louvre
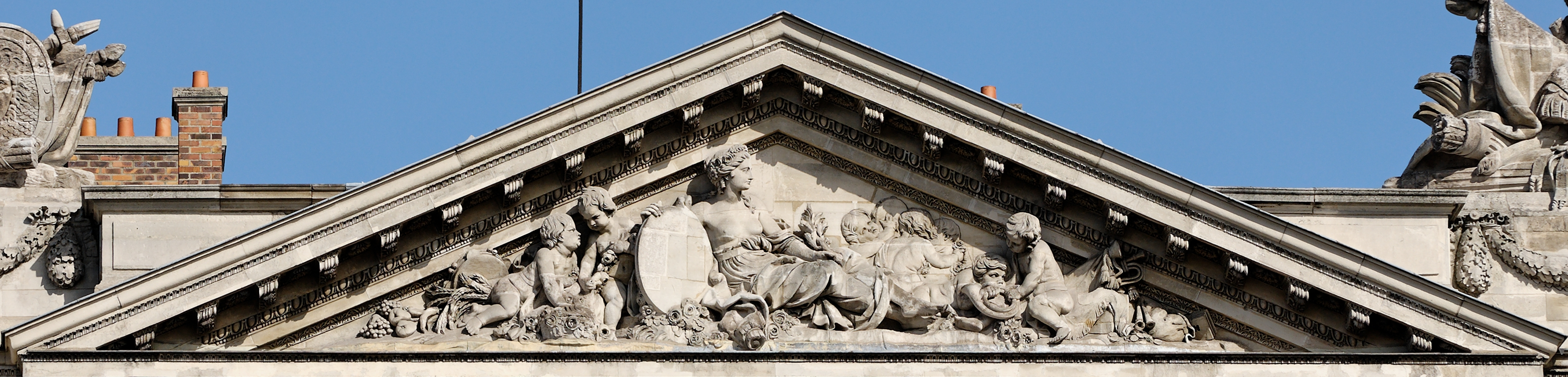
La Felicitat Pública, frontó a l'Hotel de la Marina (obra amb Guillaume Coustou)

Monument a Jean-Baptiste Languet de Gergy a Sant Sulpici de París
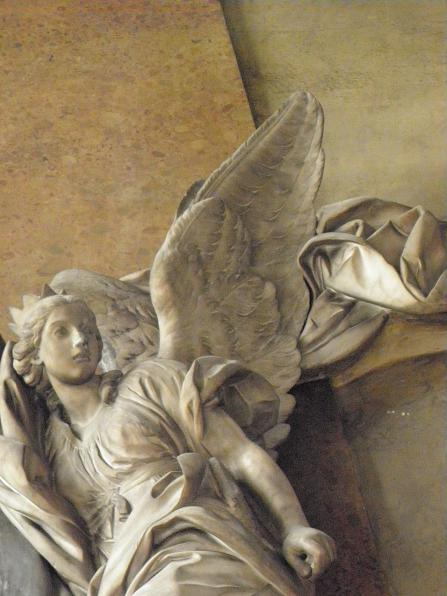
La immortalitat
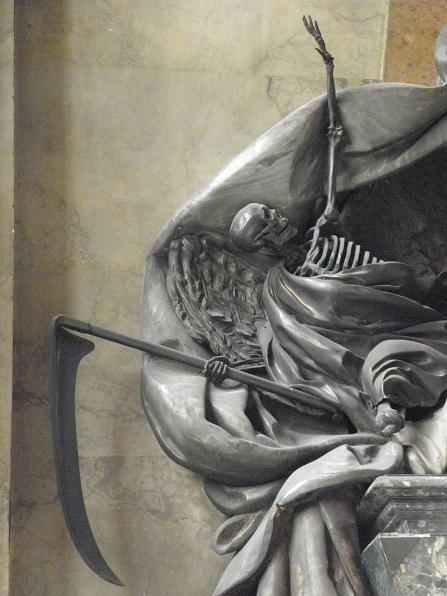
La mort
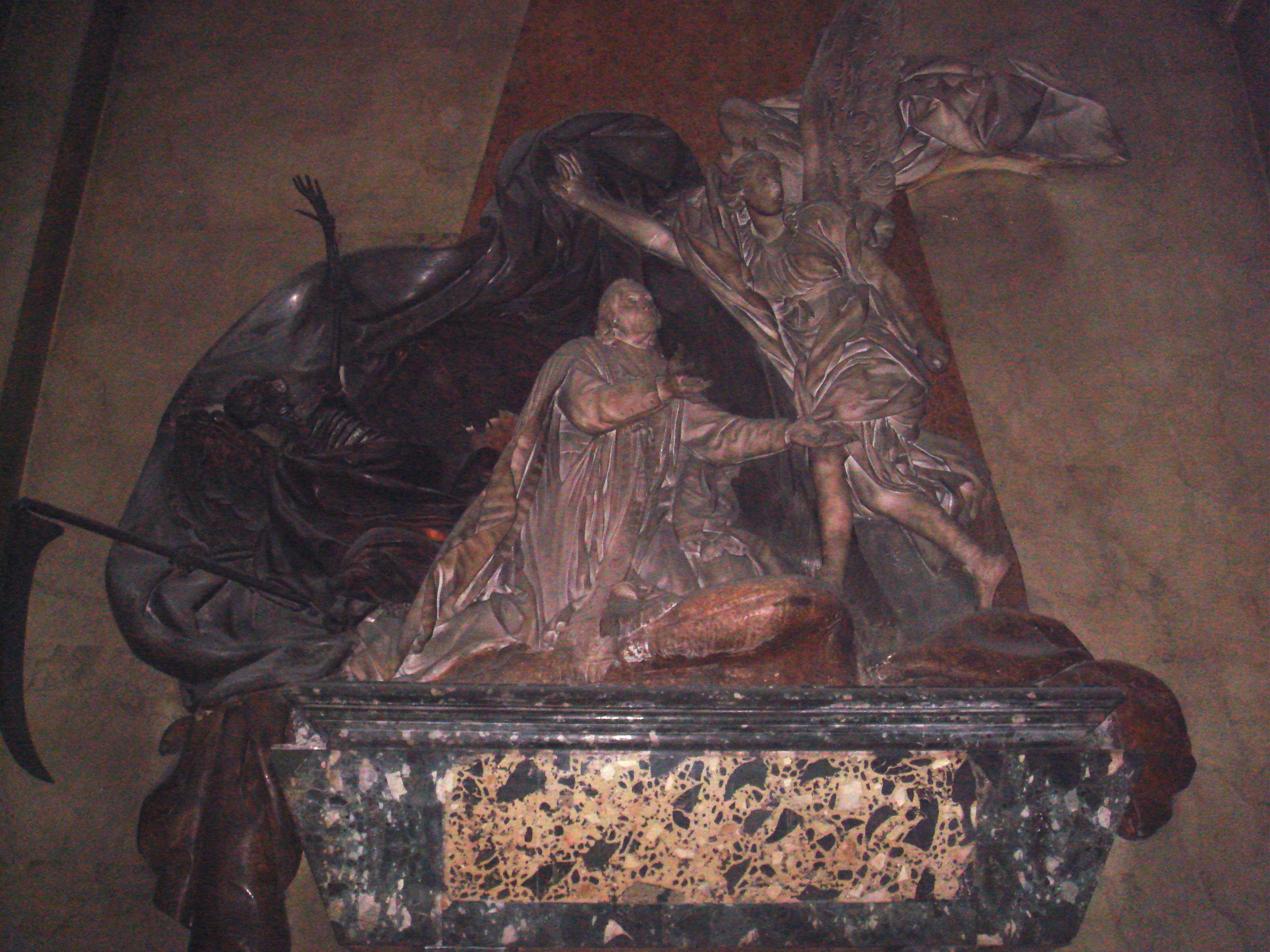
Vista general del monument
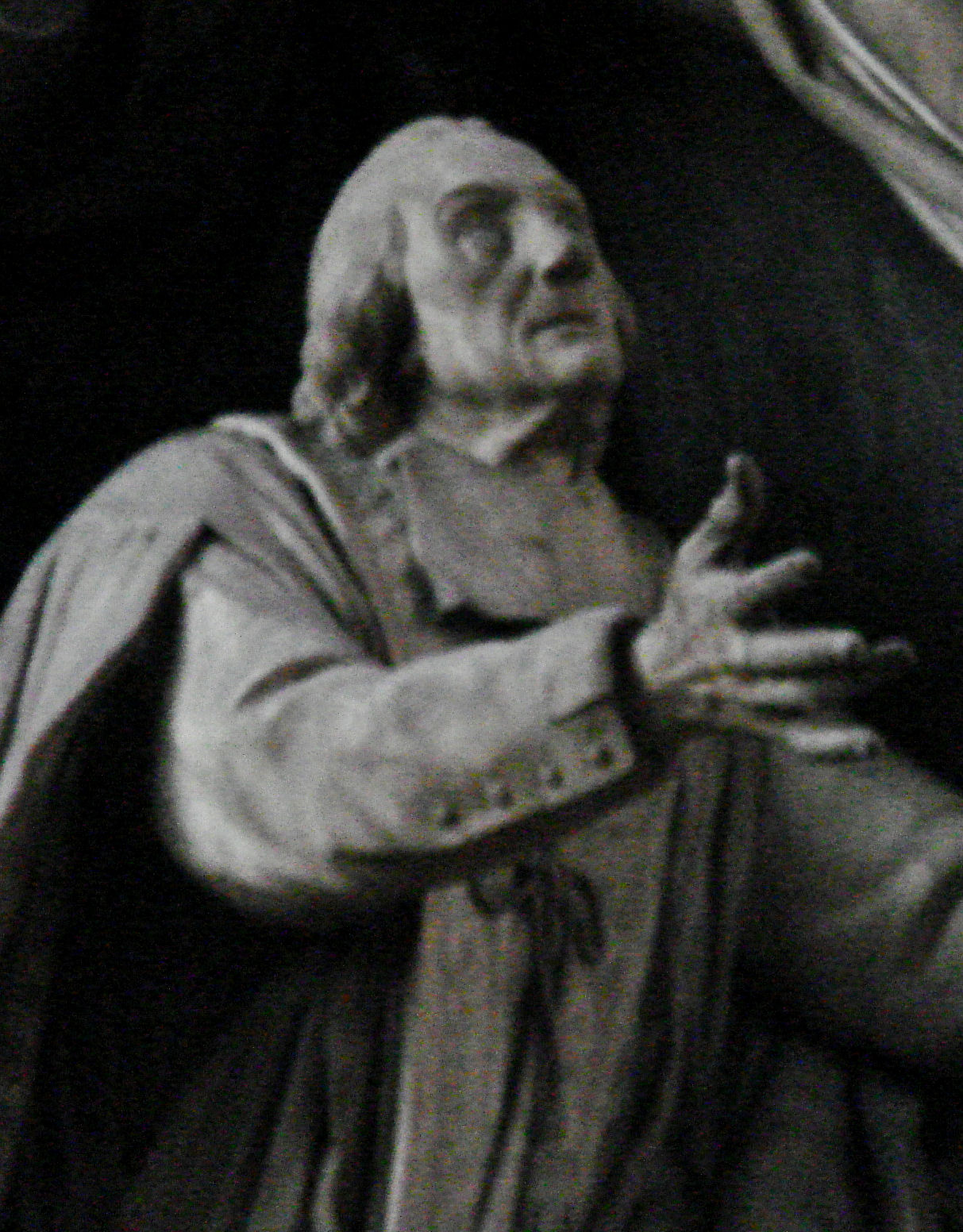
Jean-Baptiste Languet de Gergy

## Dibuixos
El Museu del Louvre i el Museu de les Belles arts de Rennes conserva una important col·lecció de dibuixos de Michel-Ange Slodtz
Alguns exemples de dibuixos en el departament d'arts gràfiques del Louvre:
Entre els dibuixos del Louvre es conserva un retrat del pintor 	Pierre Charles Trémolières